# 理查德·巴特爾
理查德·艾倫·巴特爾 FBCS FRSA （英語：Richard Allan Bartle，1960年1月10日—）是一名英國作家、教授和大型多人線上遊戲行業的遊戲研究員。他在1978年共同創建MUD1（第一個MUD），並且是2003年《設計虛擬世界》一書的作者。

## 生平
1988年，巴特爾獲得艾塞克斯大學的人工智慧博士學位，作為一名本科生，他在1978年與羅伊·杜伯肖（Roy Trubshaw）一起創建了MUD1。
他在艾塞克斯大學授課，直到1987年離開後全職從事MUD（現在的版本被稱為MUD2）的工作。最近他回到大學擔任計算機和電子系統系的兼職教授和首席教學研究員，指導計算機遊戲設計課程，作為該系的計算機遊戲製作學位課程的一部分。
他是皇家藝術學會會士。
2003年，他寫了《設計虛擬世界》，一本關於大型多人遊戲的歷史、倫理、結構和技術的書。
巴特爾也是《Terra Nova》的特約編輯，這是一個處理虛擬世界問題的合作部落格。
巴特爾對虛擬世界中的玩家個性類型進行了研究。在巴特爾的分析中，虛擬世界的玩家可以分為四種類型：成就者、探索者、社交者和殺人者。這一想法被改編為一般稱為巴特爾測試的線上測試，該測試相當流行，在大型多人線上遊戲論壇和網絡網站上經常交換分數。
據報導，2003年左右，巴特爾與他的妻子蓋爾（Gail）和他們的兩個孩子珍妮弗（Jennifer）和馬德琳（Madeleine）住在艾塞克斯郡科爾切斯特附近的一個村莊。
巴特爾是一名無神論者，也是英國人道主義協會的贊助人。

## 榮譽
- 在2005年的遊戲開發者選擇獎上，國際遊戲開發者協會（英语：International Game Developers Association）授予他「第一個企鵝獎」（現在稱為「先鋒獎」），以表彰其在創建第一個MUD方面的貢獻[12]。
- 在2010年遊戲開發者選擇獎上，他被授予遊戲開發者選擇線上「網絡遊戲傳奇獎」[13]

## 外部連結
- Richard Bartle's blog （页面存档备份，存于）
- MUD history page （页面存档备份，存于）
- Terra Nova collaborative blog （页面存档备份，存于）
- Sci-Tech Today （页面存档备份，存于）, 4 January 2006, "Inside the Underground Economy of Computer Gaming" (see page 4)
- GameSpy interview, 27 October 2003
- GameZombie.tv （页面存档备份，存于）, Videotaped Discussion of Hero's Journey with Lee Sheldon
- INsightflames （页面存档备份，存于） HTML and PDF versions of the book, and link to the 2-volume print version at Cafe Press
- Interview with Dr. Richard Bartle at GDC Online 2010 （页面存档备份，存于）
- Richard A. Bartle papers housed at Stanford University Libraries （页面存档备份，存于）